# Watubonang (Tawangsari)
Watubonang is een bestuurslaag in het regentschap Sukoharjo van de provincie Midden-Java, Indonesië. Watubonang telt 5458 inwoners (volkstelling 2010).